# Panicum repens
Panicum repens är en gräsart som beskrevs av Carl von Linné. Panicum repens ingår i släktet vipphirser, och familjen gräs. IUCN kategoriserar arten globalt som livskraftig. Inga underarter finns listade i Catalogue of Life.

## Bildgalleri

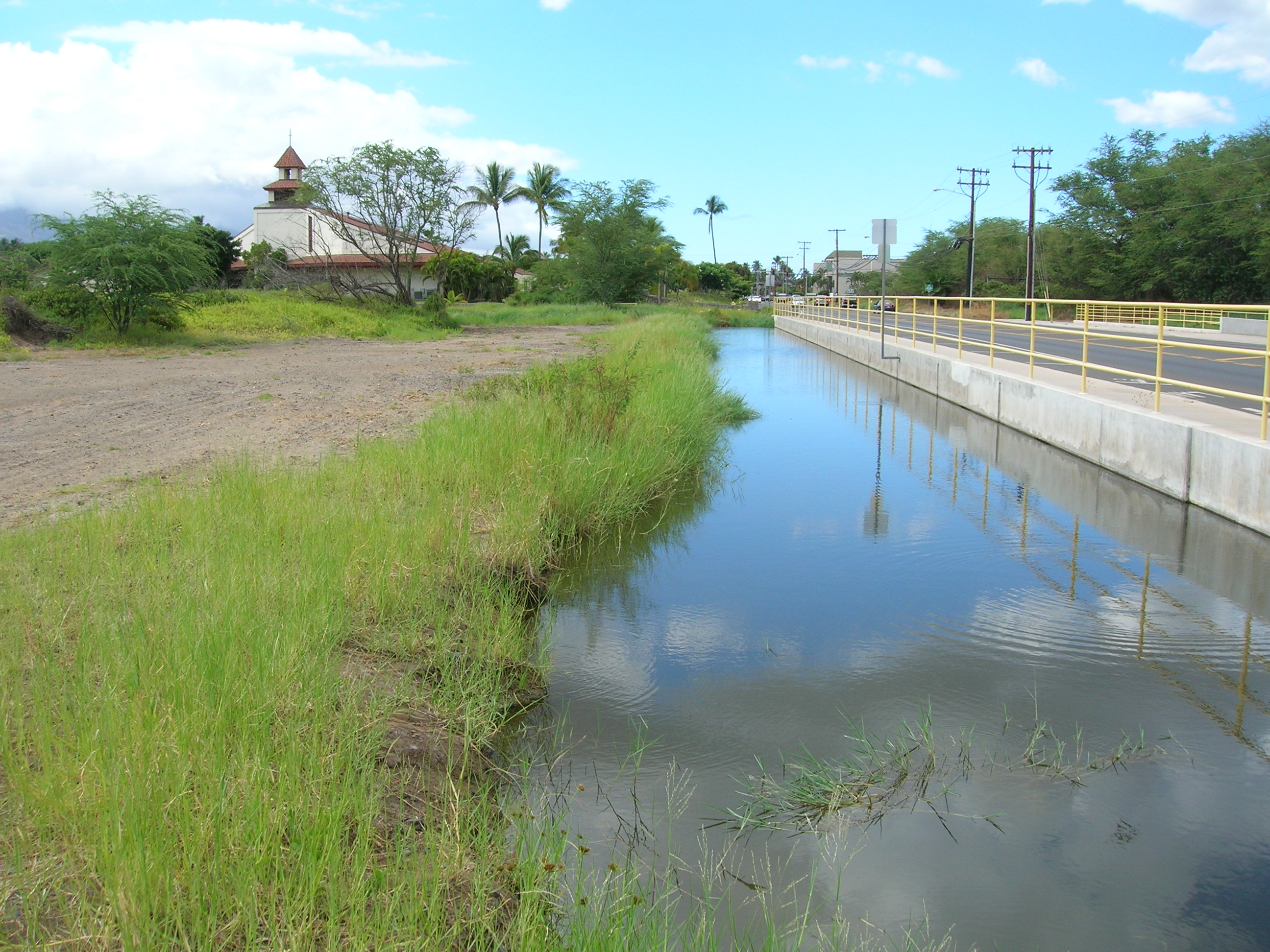
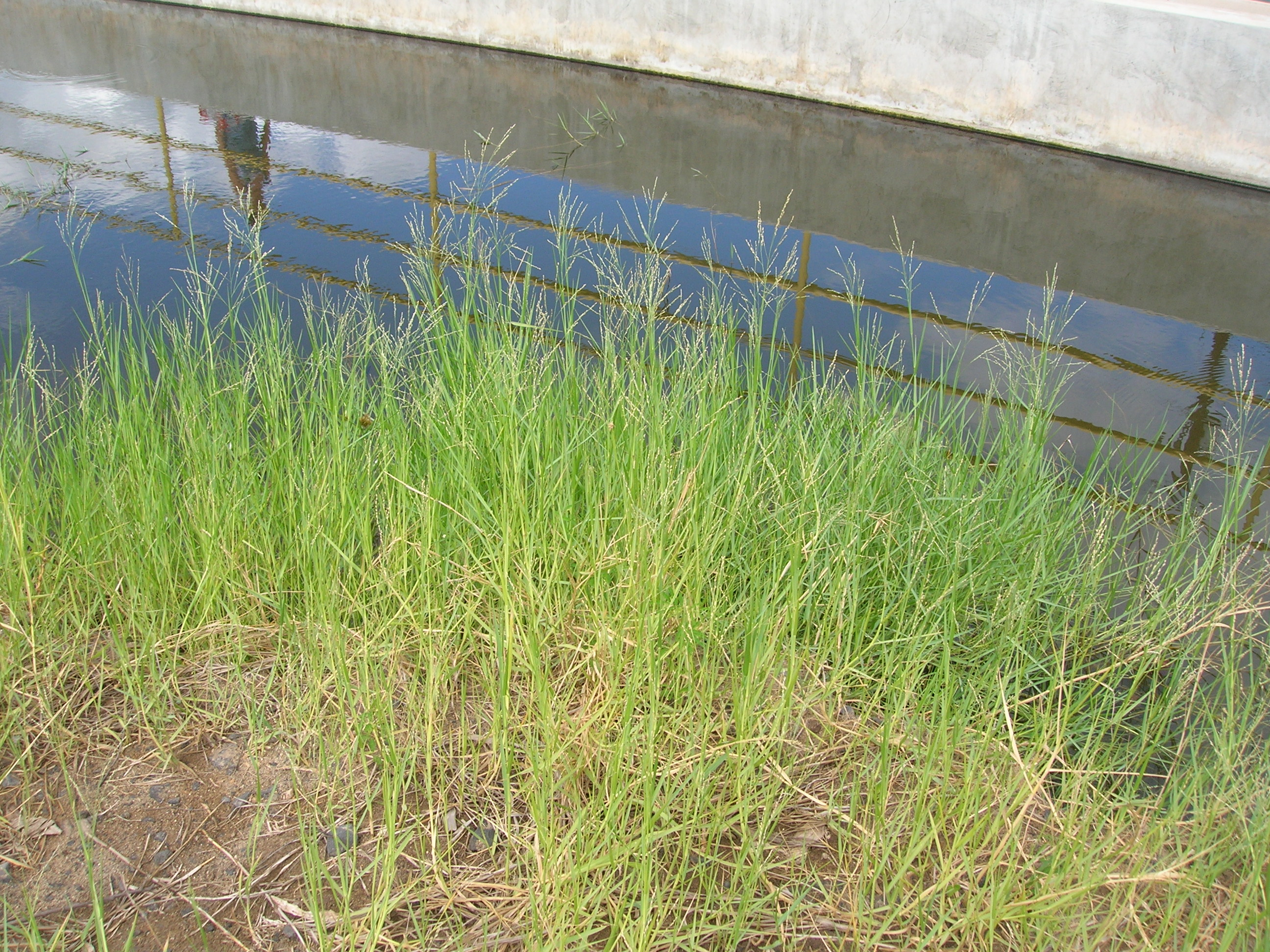
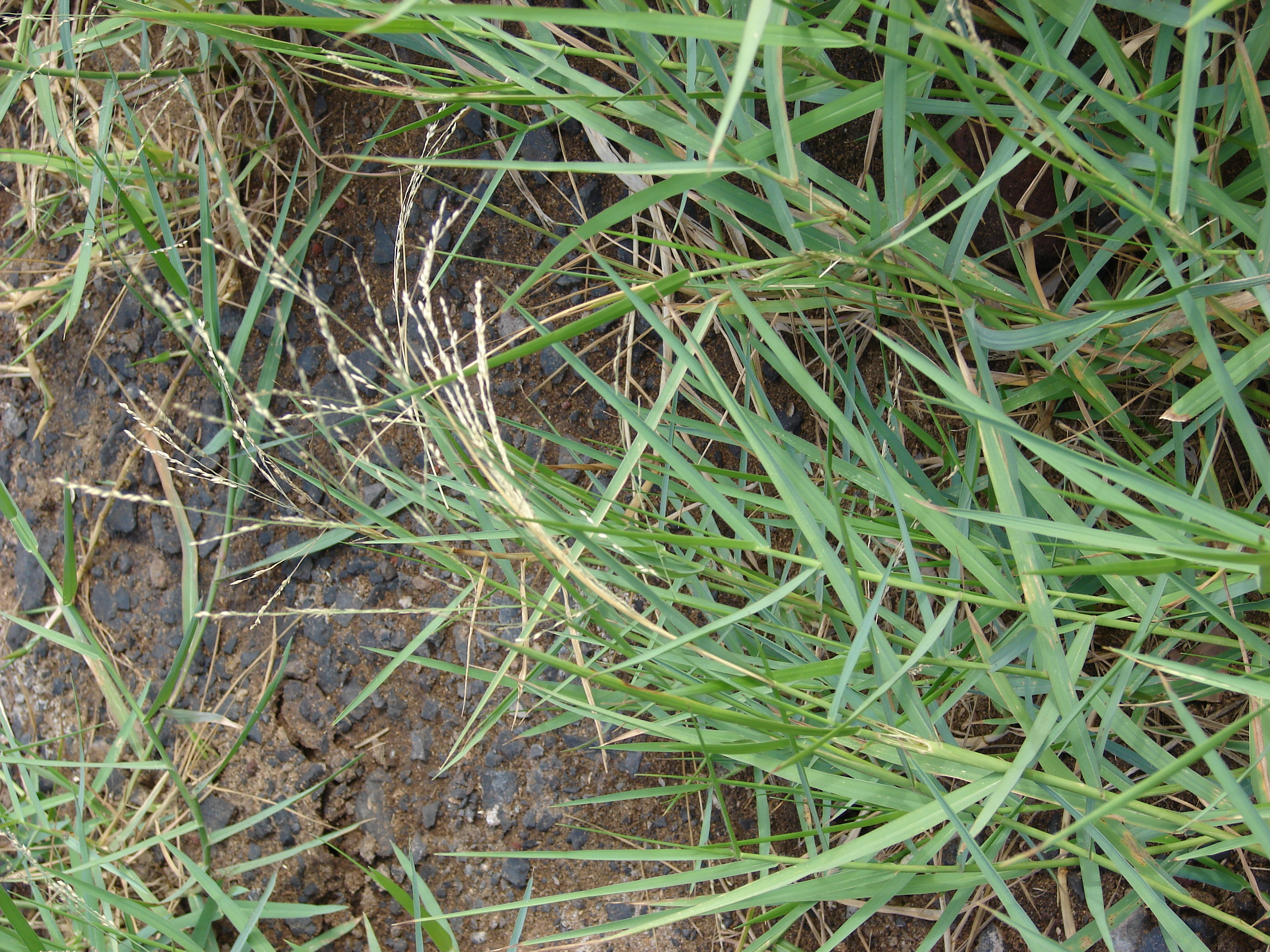
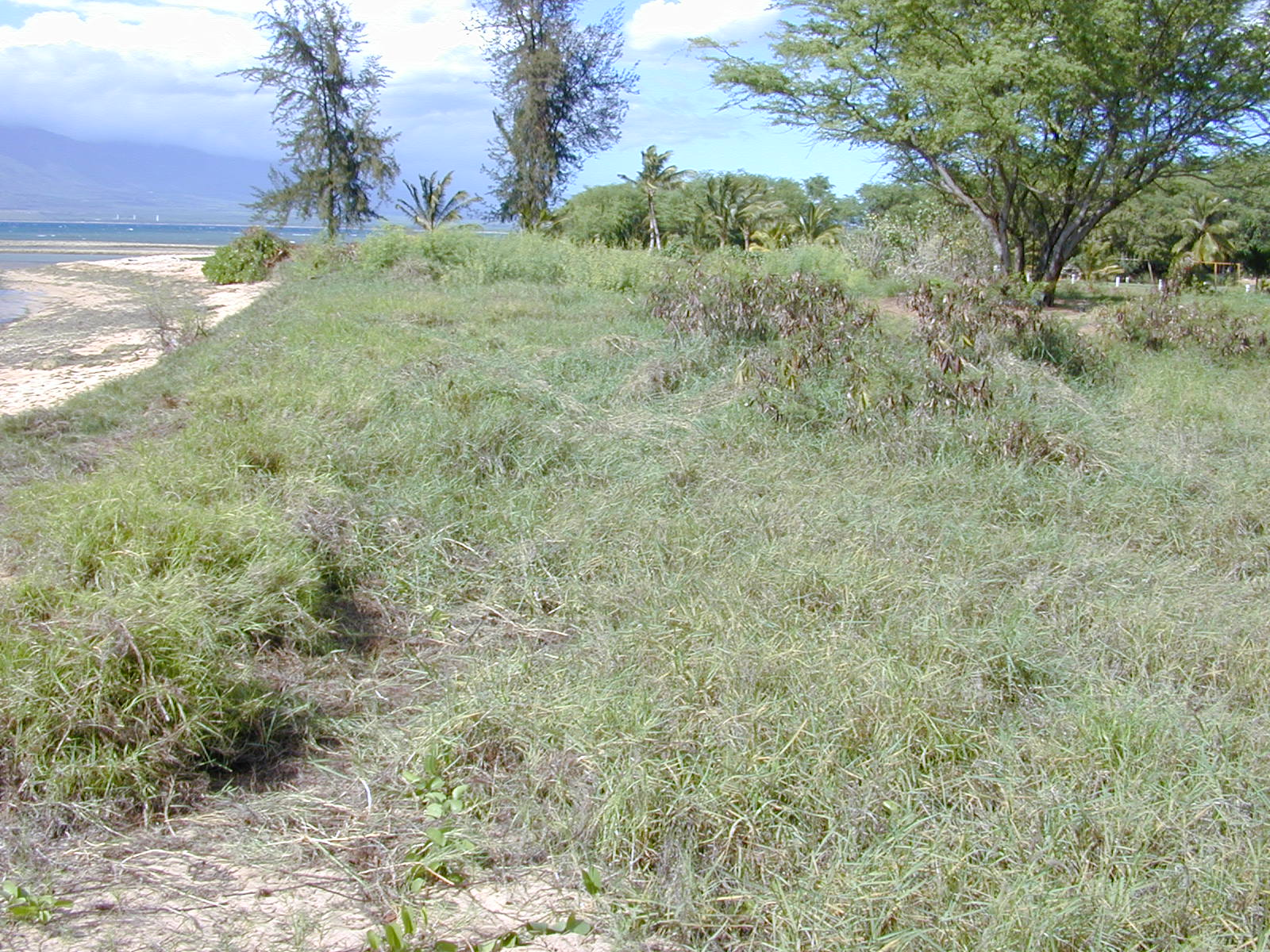
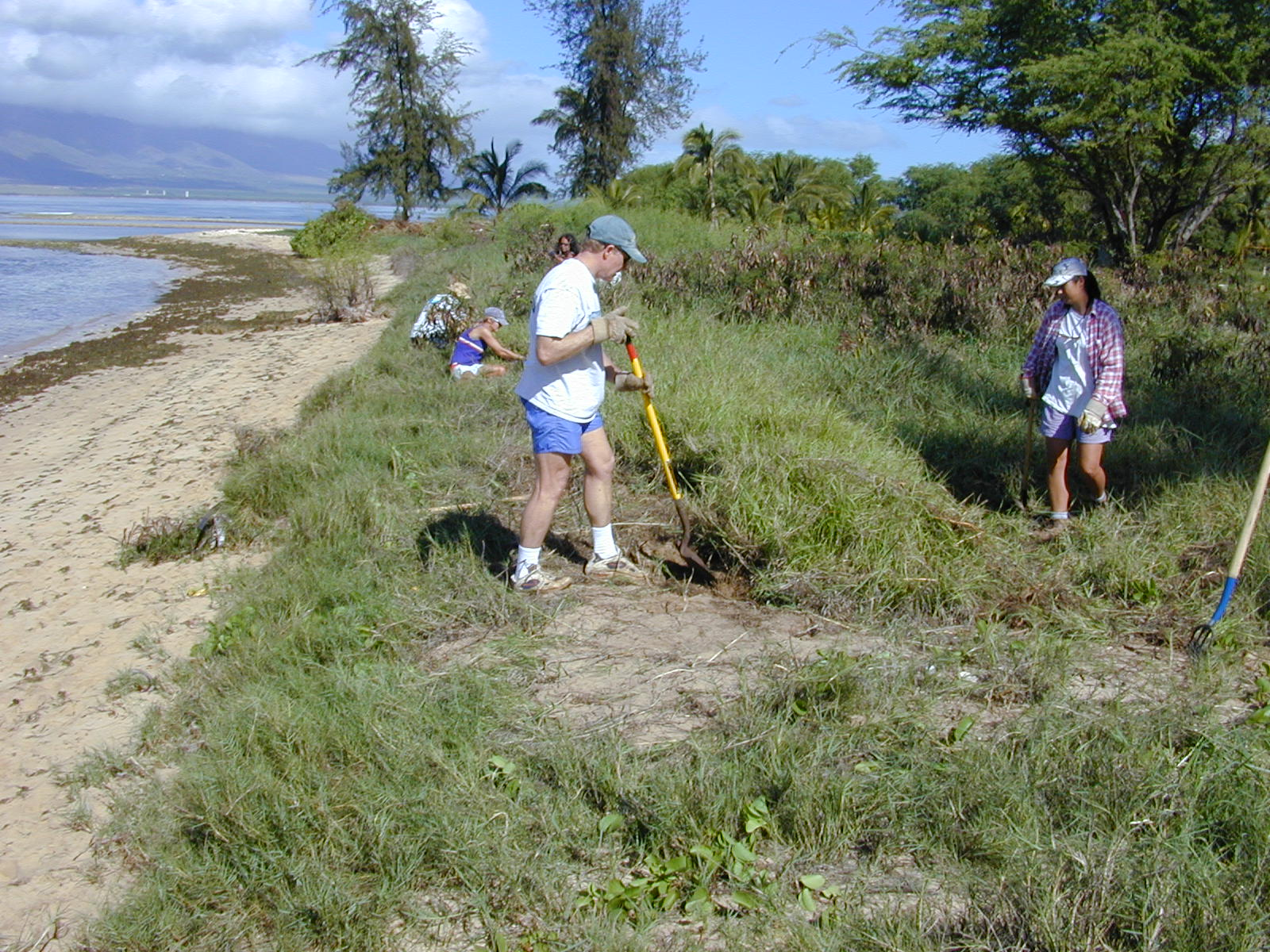
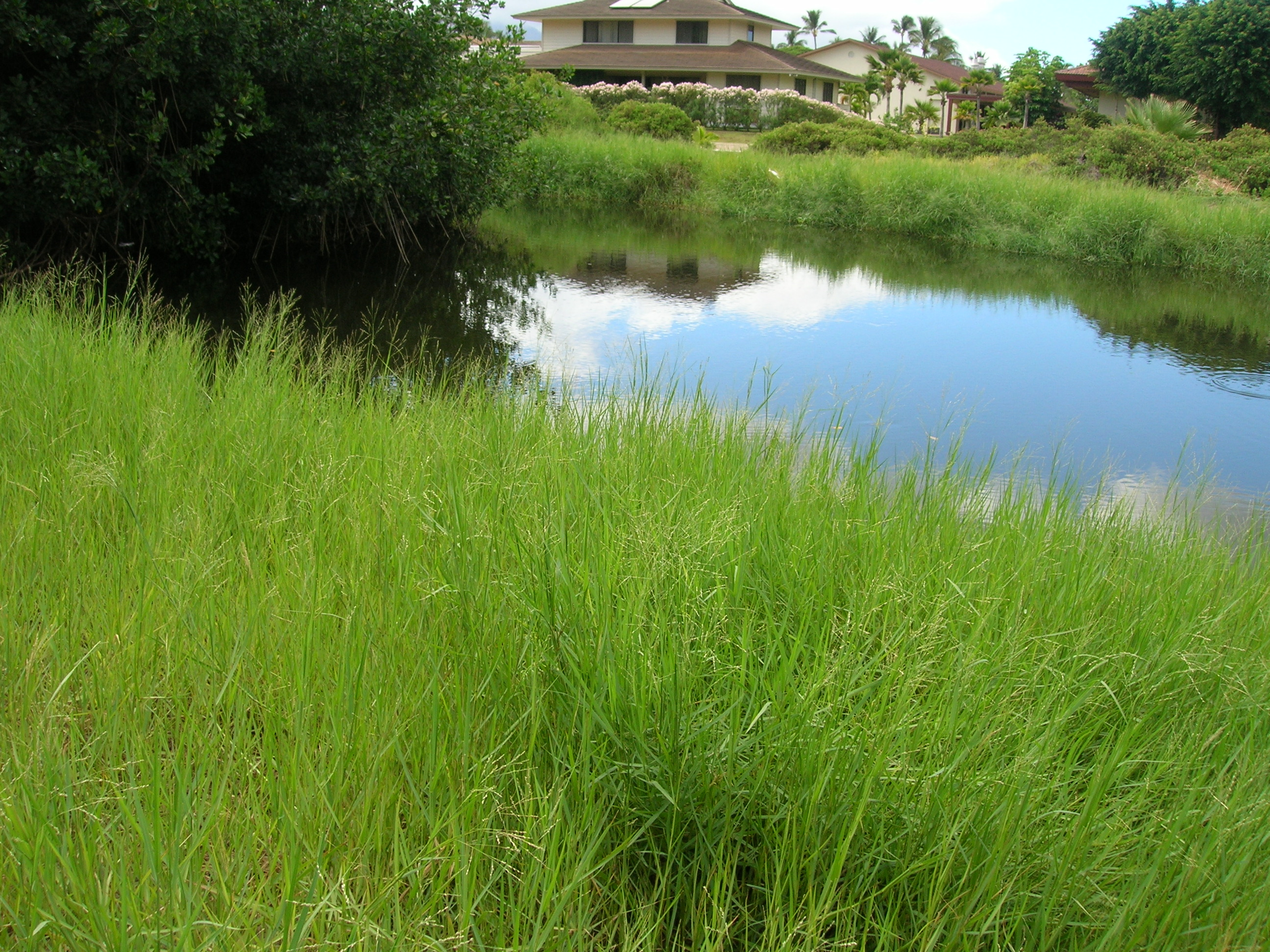